# Cernoy
Cernoy é uma comuna francesa na região administrativa de Altos da França, no departamento de Oise. Estende-se por uma área de 4,91 km². Em 2010 a comuna tinha 299 habitantes (densidade: 60,9 hab./km²).